# 雷利 (甘露市)
雷利（英文：Rayleigh）又譯為瑞里，是一個位於加拿大英屬哥倫比亞省湯普森-尼古拉地區甘露市北岸東側郊區的一個鄰里社區。於1973年五月前為自治體，於後加入至甘露市區內的一部分，成為鄰里社區區劃。

## 設施
- 雷利小學
- 雷莫爾公園 (Rae-Mor Park)

## 交通

### 地區幹道
- 南耶洛黑德公路(5號公路)
  - 佩特蘭奇路（Puett Ranch Rd.）
  - 馬托克-麥基格路 (Mattoch-McKeague Rd.)
  - 斯普拉維路 (Spurraway Rd.)

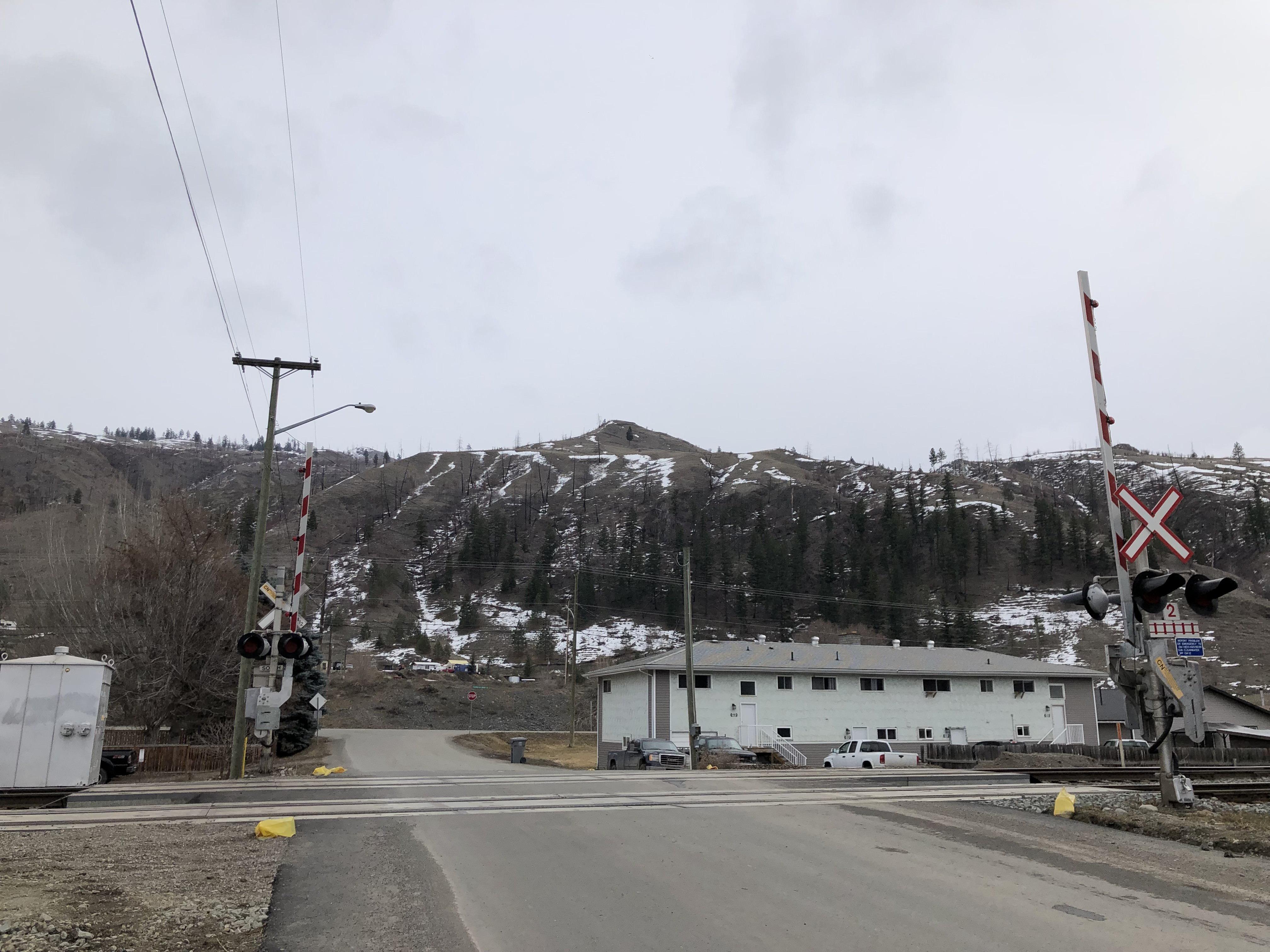
馬托克-麥基格路平面平交道

### 公車服務
甘露交通系統13號路線（北岸轉運站-赫夫利溪）有服務雷利地區，共17處停靠站。

## 資料來源
- 甘露市區人口統計

1. ↑  . BCTransit.   [20250707].